# AD San Carlos
Die Asociación Deportiva San Carlos ist ein Fußballverein aus Ciudad Quesada, Kanton San Carlos, Provinz Alajuela, Costa Rica, welcher in der höchsten costa-ricanischen Spielklasse, der Liga de Fútbol de Primera División spielt.

## Geschichte
Anfang der 1960er Jahre schlossen sich die beiden Vereine des Kantons San Carlos, „El Refugio“ und „El Maravilla“ zur „Sancarlenischen Auswahl“ zusammen. Als die Auswahl aus San Carlos 1965 in die Primera División de Costa Rica aufstieg, gründete sich am 9. Mai 1965 aus der Sancarlenischen Auswahl der Verein AD San Carlos.
In der ersten Liga konnte sich San Carlos im Unteren Mittelfeld etablieren und schaffte es 25 Jahre in Folge die Klasse zu halten. 2004 stieg San Carlos aber zum zweiten Mal ab, kehrte aber nach nur zwei Jahren in der Zweitklassigkeit wieder in die höchste Fußballliga des Landes zurück.
Der bisher größte Erfolg sind die Vizemeistertitel im Verano 2010 und Verano 2011.
Nach durchwachsenen Platzierungen in den letzten Spielzeiten, belegte San Carlos in der Saison 2012/13 den letzten Platz in der Gesamttabelle und stieg somit in die Liga de Ascenso ab.
In der zweiten Liga verblieb San Carlos nur drei Spielzeiten. In der Saison 2015/16 schaffte es der Klub, die Meisterschaft zu gewinnen, und kehrte somit wieder in die höchste Spielklasse zurück.
Nach einem erneuten Abstieg nach nur einem Jahr 2017, gelang, ebenfalls innerhalb von nur einer Spielzeit, der direkte Wiederaufstieg in die 1. Liga.

## Sonstiges
AD San Carlos nahm unter dem Namen „AD Zona Norte“ (vorher San Carlos Zona Norte) auch am Spielbetrieb der zweiten costa-ricanischen Liga, der Liga de Ascenso-Segunda División teil. Der Großteil der Spieler kam aus der Jugend der AD San Carlos und sollte Spielpraxis sammeln, um später für die erste Mannschaft auflaufen zu können. Mit dem Namen Zona Norte wollte sich AD San Carlos mit der ganzen Region identifizieren und unterstreichen, dass das Ziel des Klubs ist, jungen Spielern aus der Region die Möglichkeit zu geben, im Profifußball Fuß zu fassen. Das Projekt scheiterte jedoch an mangelnden Zuschauerinteresse, somit verkaufte San Carlos die Zweitligafranchise zur Saison 2011/12 hin an AD Juventud Escazuceña.

## Stadion
San Carlos trägt seine Heimspiele im 1966 erbauten, Estadio Carlos Ugalde aus. Das Stadion ist Eigentum des Kantons San Carlos. Seit 2010 verfügt das Stadion über einen Kunstrasen, so dass es nicht wie in den Vorjahren zu häufigen Spielausfällen in der Regenzeit kommt.